# 多鱗側帶雅羅魚
多鱗側帶雅羅魚（學名：Telestes polylepis）為輻鰭魚綱鯉形目雅羅魚科的其中一種，被IUCN列為極危保育類動物，分布於歐洲克羅埃西亞Stajnicka Jaruga流域，體長可達15公分，棲息在高海拔、水質清澈的溪流，因污染與外來種引進導致族群數量減少。